# Høvdinger
Høvdinger (Høvdinger) è un film del 2014 diretto da Irasj Asanti.

## Distribuzione

### Data di uscita
Il film è uscito nelle sale norvegesi in data 26 giugno 2015.